# Championnat de Saint-Marin de football 2013-2014
Navigation
Saison précédente Saison suivante

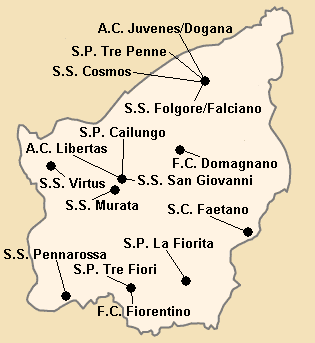
Localisation des clubs engagés dans le championnat.

La saison 2013-2014 du championnat saint-marinais de football est la vingt-huitième édition de la première division saint-marinaise. Les quinze clubs participants répartis en deux groupes affrontent à deux reprises les équipes de leur groupe et une fois celle de l'autre groupe, les trois premiers de chaque groupe se retrouvent en playoffs pour se disputer la victoire finale.
Deux places du championnat sont qualificatives pour les compétitions européennes, la troisième place revenant au vainqueur de la Coppa Titano 2013-2014.
Le SP Tre Penne, tenant du titre, tente de conserver son trophée cette saison. Le club, terminant 2e de son groupe, participe aux play-offs, dont il sort après deux revers consécutifs. C'est finalement le SP La Fiorita qui remporte le championnat pour la troisième fois de son histoire.

## Qualifications en coupe d'Europe
Grâce à sa victoire en finale du championnat, le SP La Fiorita participera au 1er tour de qualification des champions de la Ligue des champions 2014-2015.
Le vainqueur de la Coppa Titano, AC Libertas, disputera la Ligue Europa 2014-2015, tout comme le finaliste du championnat, le SS Folgore/Falciano.

## Les 15 clubs participants
| Club                | Ville          |
| ------------------- | -------------- |
| AC Juvenes/Dogana   | Serravalle     |
| FC Fiorentino       | Fiorentino     |
| SC Faetano          | Faetano        |
| SP Cailungo         | Borgo Maggiore |
| SS Cosmos           | Serravalle     |
| FC Domagnano        | Domagnano      |
| SP La Fiorita       | Montegiardino  |
| AC Libertas         | Borgo Maggiore |
| SP Tre Fiori        | Fiorentino     |
| SP Tre Penne        | Serravalle     |
| SS Folgore/Falciano | Serravalle     |
| SS Murata           | Saint-Marin    |
| SS Pennarossa       | Chiesanuova    |
| SS San Giovanni     | Borgo Maggiore |
| SS Virtus           | Acquaviva      |

En raison du peu de nombre de stades se trouvant sur le territoire de Saint-Marin, les matchs sont joués par tirage au sort sur un des six stades suivants :
- Stadio Olimpico (Serravalle)
- Campo di Fiorentino (Fiorentino)
- Campo di Acquaviva (Chiesanuova)
- Campo di Dogana (Serravalle)
- Campo Fonte dell'Ovo (Domagnano)
- Campo di Serravalle (Serravalle)

## Compétition

### Phase régulière

#### Groupe A
| Rang | Équipe        | Pts | J  | G  | N | P  | Bp | Bc | Diff |
| ---- | ------------- | --- | -- | -- | - | -- | -- | -- | ---- |
| 1    | SP Tre Fiori  | 41  | 21 | 12 | 5 | 4  | 34 | 20 | +14  |
| 2    | SP Tre PenneT | 37  | 21 | 10 | 7 | 4  | 25 | 15 | +10  |
| 3    | SC Faetano    | 36  | 21 | 10 | 6 | 5  | 35 | 27 | +8   |
| 4    | AC Libertas   | 31  | 21 | 8  | 7 | 6  | 26 | 18 | +8   |
| 5    | SS Virtus     | 16  | 21 | 3  | 7 | 11 | 21 | 35 | -14  |
| 6    | FC Fiorentino | 16  | 21 | 4  | 4 | 13 | 25 | 45 | -20  |
| 7    | SS Murata     | 12  | 21 | 3  | 3 | 15 | 13 | 34 | -21  |
| 8    | FC Domagnano  | 9   | 21 | 2  | 3 | 16 | 16 | 46 | -30  |

#### Groupe B
| Rang | Équipe              | Pts | J  | G  | N | P  | Bp | Bc | Diff |
| ---- | ------------------- | --- | -- | -- | - | -- | -- | -- | ---- |
| 1    | SP La Fiorita       | 46  | 20 | 14 | 4 | 2  | 47 | 18 | +29  |
| 2    | SS Cosmos           | 38  | 20 | 12 | 2 | 6  | 44 | 26 | +18  |
| 3    | SS Folgore/Falciano | 38  | 20 | 11 | 5 | 4  | 36 | 18 | +18  |
| 4    | AC Juvenes/Dogana   | 37  | 20 | 10 | 7 | 3  | 35 | 20 | +15  |
| 5    | SS Pennarossa       | 34  | 20 | 10 | 4 | 6  | 28 | 19 | +9   |
| 6    | SP Cailungo         | 20  | 20 | 5  | 5 | 10 | 27 | 42 | -15  |
| 7    | SS San Giovanni     | 14  | 20 | 3  | 5 | 12 | 23 | 52 | -29  |

### Playoffs
|  |                     |                     |           |       |              |                     |                     |               |   |              |               |               |               |   |  |                     |                     |              |   |  |                     |                     |               |   |  |  |  |  |  |  |
|  | SP Tre Penne        | SP Tre Penne        | 1 (4)     |       |              |                     |                     |               |   |              | SP La Fiorita | SP La Fiorita | 0 (1)         |   |  |                     |                     |              |   |  |                     |                     |               |   |  |  |  |  |  |  |
|  | SS Folgore/Falciano | SS Folgore/Falciano | 1 (5)     |       | SP Tre Fiori | SP Tre Fiori        | 0 (4)               |               |   | SP Tre Fiori | SP Tre Fiori  | 0             |               |   |  |                     |                     |              |   |  |                     |                     |               |   |  |  |  |  |  |  |
|  |                     |                     |           |       |              | SS Folgore/Falciano | SS Folgore/Falciano | 2             |   |              |               |               |               |   |  | SS Folgore/Falciano | SS Folgore/Falciano | 1            |   |  |                     |                     |               |   |  |  |  |  |  |  |
|  |                     | SS Cosmos           | SS Cosmos | 0     |              |                     |                     |               |   |              |               |               |               |   |  |                     |                     |              |   |  | SS Folgore/Falciano | SS Folgore/Falciano | 0             |   |  |  |  |  |  |  |
|  |                     |                     |           |       |              |                     |                     |               |   |              |               |               |               |   |  |                     | SP Tre Fiori        | SP Tre Fiori | 1 |  |                     | SP La Fiorita       | SP La Fiorita | 2 |  |  |  |  |  |  |
|  |                     |                     |           |       |              |                     | SP La Fiorita       | SP La Fiorita | 2 |              |               | SP La Fiorita | SP La Fiorita | 4 |  |                     |                     |              |   |  |                     |                     |               |   |  |  |  |  |  |  |
|  |                     | SS Cosmos           | SS Cosmos | 0 (4) |              |                     | SS Cosmos           | SS Cosmos     | 1 |              |               |               |               |   |  |                     |                     |              |   |  |                     |                     |               |   |  |  |  |  |  |  |
|  |                     |                     |           |       | SP Tre Penne | SP Tre Penne        | 1                   |               |   | SC Faetano   | SC Faetano    | 0 (3)         |               |   |  |                     |                     |              |   |  |                     |                     |               |   |  |  |  |  |  |  |
|  |                     |                     |           |       | SC Faetano   | SC Faetano          | 2                   |               |   |              |               |               |               |   |  |                     |                     |              |   |  |                     |                     |               |   |  |  |  |  |  |  |
|  | SS Cosmos           | SS Cosmos           | 0 (4)     |       |              |                     |                     |               |   |              |               |               |               |   |  |                     |                     |              |   |  |                     |                     |               |   |  |  |  |  |  |  |
|  | SC Faetano          | SC Faetano          | 0 (3)     |       |              |                     |                     |               |   |              |               |               |               |   |  |                     |                     |              |   |  |                     |                     |               |   |  |  |  |  |  |  |

## Bilan de la saison
| Championnat de Saint-Marin de football 2013-2014 |                          |
| Champion                                         | SP La Fiorita (3e titre) |
| Coupes et trophées                               |                          |
| Vainqueur de la Coupe de Saint-Marin 2013-2014   | AC Libertas              |
| Qualifications continentales                     |                          |
| Ligue des champions de l'UEFA 2014-2015          | SP La Fiorita            |
| Ligue Europa 2014-2015                           | AC Libertas              |
| Ligue Europa 2014-2015                           | SS Folgore/Falciano      |
| Promotions et relégations                        |                          |
| Promus en Championnat de Saint-Marin de football | Aucun                    |
| Relégués                                         | Aucun                    |